# George Eliot
Mary Anne (Mary Ann, Marian) Evans, mai bine cunoscută sub pseudonimul George Eliot (n. 22 noiembrie 1819, Nuneaton, Anglia, Regatul Unit al Marii Britanii și Irlandei – d. 22 decembrie 1880, Londra, Regatul Unit al Marii Britanii și Irlandei), a fost o romancieră și teoretician literar engleză. Ea a fost printre scriitorii fruntași ai erei victoriene, romanele ei fiind o analiză realistă a societății provinciale englezești din acea epocă.
Ea spunea că și-a ales un pseudonim bărbătesc pentru a fi sigură că operele sale vor fi luate în serios - asemeni lui George Sand și altor scriitoare din epoca respectivă - deoarece femeile scriitoare nu aveau succes la public la fel ca bărbații. Până în perioada modernă, în care a trăit și a scris Virginia Woolf, scriitoarele au resimțit efectele acestor prejudecăți. Un alt factor a fost dorința de a-și păstra viața privată departe de atenția publică și de a preveni scandalurile care urmau să apară dacă va ieși la iveală relația sa cu George Henry Lewes, care era căsătorit pe atunci.

## Biografia
Mary Anne Evans a fost al treilea copil al lui Robert Evans (1773-1849) și al Christianei Evans (născută Pearson), fiica unui fermier local (1788-1836). În copilărie, Mary Evans, a fost deseori numită Marian. A avut un frate, Robert (1802-1864), și o soră, Fanny (1805-1882), din prima căsătorie a tatălui său cu Harriet Poznton (?1780-1809). Robert Evans a fost administratorul moșiei Arbury Hall ai familiei Newgate din Warwickshire, dar Mary Anne s-a născut la moșia South Farm. La începutul anilor 1820 familia s-a mutat într-o casă numită Griff, ce se afla între Nuneaton și Coventry. Alți frați și surori ale sale au fost, Christiana, cunoscută drept Chrissey (1814-1859), Isaac (1816-1890), și frații gemeni care au supraviețuit puține zile în martie 1821.
Tânăra Evans era evident inteligentă, și datorită postului important ocupat de tatăl său la conducerea moșiei, i s-a permis accesul la biblioteca din Arbury Hall, care i-a fost de folos în educația ei și în lărgirea orizontului de cunoștințe. Educația sa clasică și-a lăsat amprenta; Christopher Stray a remarcat că: "Romanele lui George Eliot sunt influențate de literatura greacă (doar una dintre cărțile ei poate fi tipărită corect fără a folosi fonturi grecești), și temele sale sunt deseori influențate de tragedia greacă". Vizitele sale frecvente la moșia South Farm i-au permis, de asemenea, să compare bogăția în care trăia proprietarul de pământuri cu viețile oamenilor mult mai săraci. Această diferență dintre viețile lor va apărea des în multe opere ale sale. O importanță mare în creațiile timpurii a avut-o, de asemenea, religia. Ea a fost educată într-o familie anglicană, dar în acea perioadă Midlands era un teritoriu cunoscut prin numărul crescând de sectanți. Mary Anne a primit burse la școlile din Attleborough, Nuneaton și Coventry. La Nuneaton ea a fost învățată de călugărița evanghelică Maria Lewis – cu care va coresponda ulterior – iar la școala în Coventry este învățată de surorile baptiste.
În 1836 moare mama sa, iar Mary Anne Evans se întoarce acasă pentru a prelua conducerea casei. Continuă corespondența cu tutorele său Maria Lewis. C]nd Evans avea 21 de ani, fratele său Isaac se căsătorește și se stabilește cu familia în casa lor, de aceea Mary Anne, împreună cu tatăl său se vor muta la Foleshill, nu departe de Coventry. Apropierea de societatea din Coventry aduce noi influențe; în special e influențată de Charles și Cara Bray. Charles Bray s-a îmbogățit fabricând panglici și și-a învestit capitalul în construcția unor școli sau în alte cauze filantropice. Mary Anne, care se lupta de ceva timp cu dubiile la tema religiei, devine prietenă apropiată cu progresistul și liber-gânditorul Bray, casa acestuia fiind paradisul pentru cei care susțineau și dezbăteau păreri radicale. Printre cei pe care tânăra Mary Anne Evans i-a cunoscut în casa Bray erau Robert Owen, Herbert Spencer, Harriet Martineau și Ralph Waldo Emerson. Prin intermediul acestei societăți, Evans a fost prezentată unor teologi mai liberali și unor scriitori ca David Strauss și Ludwig Feuerbach, care insuflau dubii privind veridicitatea istoriilor Biblice. De fapt, prima sa mare operă literară a fost traducerea în engleză a „Vieții lui Iisus” (1846) de Strauss, care a fost completată mai târziu de alt membru al cercului Rosehill.
Când Mary Anne și-a pierdut credința religioasă, tatăl său a amenințat-o că o va alunga, deși aceasta nu s-a întâmplat. În schimb, ea a mers la biserică de-a lungul anilor și a întreținut  casa pentru el până la moartea lui, în 1849. La cinci zile după înmormântarea tatălui său, va întreprinde o călătorie în Elveția împreună cu familia Bray. Ea decide să locuiască singură la Geneva, mai întâi lângă lacul Plongeon (lângă clădirile ONU din prezent), ulterior pe Rue de Chanoines (acum Rue de la Pelisserie) la etajul trei - împreună cu François și Juliet d’Albert Durade. Ea citește mult și întreprinde plimbări îndelungate care o inspiră mult. François i-a pictat portretul. După reîntoarcerea în Anglia, în 1850, ea se mută la Londra intenționând să devină scriitoare și să se numească Marian Evans. A stat în casa lui John Chapman, un publicist radical, pe care l-a cunoscut la Rosehill și care i-a tipărit traducerea „Vieții lui Iisus”. Chapman cumpărase recent jurnalul de stânga "The Westminster Review", și în 1851 Evans este numită ajutor al editorului. Deși Chapman era editorul propriu-zis, cea mai mare parte a muncii o făcea Evans, colaborând, până la plecarea sa în 1856, la multe eseuri și corectări.
Femeile scriitoare nu erau ceva neobișnuit pe acele vremuri, însă rolul lui Evans în fruntea literaturii de atunci era. Prezența unei femei tinere, necăsătorite, în societatea preponderent bărbătească din Londra era total neobișnuită în acele timpuri, mai mult decât atât - uneori și scandaloasă. Deși se arăta hotărâtă, ea era deseori sensibilă, depresivă și măcinată de dubii. Evans arăta o aparență bolnăvicioasă, [5] și și-a format un număr de relații emoționale stânjenitoare și nereciproce, inclusiv atașamentul față de patronul său, John Chapman, și Herbert Spencer. Totuși, o altă atracție improprie se va dovedi a fi mult mai folositoare și cu succes pentru Mary Anne Evans. 
Filozoful și criticul George Henry Lewes a întâlnit-o pe Evans în 1851, iar din 1854 ei au hotărât să locuiască împreună. Lewes era căsătorit cu Agnes Jervis, dar căzuseră de acord să aibă o căsătorie deschisă, și - în afară de cei trei copii pe care i-au avut împreună - Agnes a mai avut alți copii de la câțiva bărbați. Din momentul când Lewes a fost numit în certificatul de naștere tatăl unuia dintre acești copii, deși se știa că este fals, el a fost considerat ulterior complice la adulter, și nu a mai putut să divorțeze de Agnes. În iulie 1854, Lewes și Evans călătoresc împreună la Weimar și la Berlin pentru cercetări. Înainte de a merge în Germania, Evans continuă să fie preocupat de lucrări teologice, traducând „Esența Creștinismului” de Feuerbach, iar în timp ce se află peste hotare scrie eseuri și lucrează la traducerea "Eticii" lui Baruch Spinoza, pe care o termină în 1856, dar nu este publicată în timpul vieții sale.
Călătoria în Germania a fost, de asemenea, și luna de miere a lui Evans și Lewes, care se considerau căsătoriți, ea numindu-se Marian Evans Lewes, și adresându-se lui Lewes ca unui soț. În societatea victoriană nu se obișnuia ca bărbații și femeile să aibă relații libere; dar Charles Bray, John Chapman, Charles Dickens, Friedrich Engels și Wilkie Collins au avut relații cu alte femei decât cele cu care erau căsătoriți, deși mult mai discret decât au făcut-o Lewes și Evans. Admiterea în public a relației lor de către Lewes era aspectul cel mai scandalos. La întoarcerea lor în Anglia, ei au trăit departe de societatea Londrei, în măsură egală evitând și fiind evitați. 
Continuând să scrie articole pentru "Westminster Review", Evans a hotărât să devină romancieră, fixându-și o declarație-program într-unul din ultimele sale eseuri pentru Review: Silly Novels by Lady Novelists. Eseul critica subiectele triviale și ridicole ale literaturii feminine de ficțiune din acele timpuri. În alte eseuri, ea lăudase realismul romanelor scrise în Europa la acea vreme, accentele realiste devenind clare în toată creația ulterioară a ei. De asemenea, și-a creat un pseudonim – George Eliot. Acest nume bărbătesc a fost ales pentru a se distanța de alte scriitoare de romane proaste, dar și pentru a evita discuțiile viclene despre statutul său conjugal.
În 1858 este publicat, în "Blackwood’s Magazine", Amos Barton, primul din „Scene din viața unui cleric” (Scenes of Clerical Life), și alături de alte "Scene", este bine primit. Primul său roman publicat în întregime în 1859 este Adam Bede; având un succes imediat, el generează și un interes față de personalitatea autorului. „Scene din viața unui cleric” erau considerate creația de către un pastor protestant, sau poate de către femeia acestuia. Odată cu apariția popularului Adam Bede, speculația a crescut și mai mult; mai mult decât atât, apare chiar și un pretins autor – Joseph Liggins. Spre sfârșit, George Eliot a făcut un pas îndrăzneț declarând că ea este autoarea. Dezvăluirile despre viața privată a lui George Eliot i-au surprins și i-au șocat pe mulți dintre cititorii care o adorau, dar aceasta nu a afectat popularitatea sa ca romancieră. Relația lui Eliot cu Lewes i-a asigurat curajul și stabilitatea de care ea avea nevoie pentru a scrie ficțiune; totuși a trecut un timp până ei au fost acceptați în societate. Acceptarea lor a fost confirmată în final în 1877, când au fost prezentați Prințesei Louise, fiica reginei Victoria, care era o cititoare pasionată a romanelor lui George Eliot.
După succesul cu Adam Bede, George Eliot continuă să scrie romane de succes în următorii cincisprezece ani. După un an de la publicarea lui Adam Bede, ea scrie The Mill on the Floss („Moara de pe Floss”), dedicând manuscrisul: "iubitului meu soț, George Henry Lewes, îi ofer acest MS. al celei de-a treia cărți, scrise în cel de-al șaselea an al vieții noastre împreună la Holly Lodge, South Field, Wandsworth, și încheiat la 21 martie 1860."
Ultimul său roman a fost Daniel Deronda, publicat în 1876, după ce ea și Lewes s-au mutat la Witley, Surrey. Dar sănătatea lui Lewes se înrăutățește și el moare peste doi ani, la 30 noiembrie 1878. Următorii doi ani, Eliot îi petrece editând, pentru publicație, ultima lucrare a lui Lewes „Life and Mind” și găsește consolare cu John Walter Cross, un bancher american a cărui mamă murise recent.
La 16 mai 1880, George Eliot dă naștere bârfelor și controverselor, măritându-se cu un bărbat mai tânăr decât ea cu douăzeci de ani și schimbându-și din nou numele, de această dată în Mary Anne Cross. Căsătoria legală l-a mulțumit, cel puțin, pe fratele ei Isaac, care îi trimite felicitări, dar după ce rupsese relațiile cu sora sa atunci când ea începuse să trăiască cu Lewes. John W. Cross era, mai degrabă, un tip schimbător și instabil. El a căzut sau a sărit de la balconul hotelului în care ei locuiau în Canal Grande din Veneția, unde perechea își petrecea luna de miere. Cross a supraviețuit, iar ei s-au întors în Anglia. Cuplul s-a mutat într-o casă nouă în Chelsea, dar Eliot s-a îmbolnăvit de o infecție a gâtului. Aceasta, combinată cu insuficiența renală care a afectat-o în ultimii doi ani, îi aduce moartea lui George Eliot, în vârstă de 61 de ani, la 22 decembrie 1880.
Posibilitatea înmormântării la Westminster Abbey a fost respinsă pe motivul că Eliot a negat credința creștină, dar și din cauza relației cu Lewes. George Eliot este înmormântată la Highgate Cemetery (East), Highgate, London în teritoriul rezervat pentru sectanții religioși, alături de George Henry Lewes. În 1980, la împlinirea a 100 de ani de la moartea sa, o piatră memorială a fost pusă pentru ea în Colțul Poeților. Câteva clădiri din localitatea sa natală, Nuneaton, îi poartă numele sau titlul operelor sale (George Eliot Hospital, George Eliot Community School sau Middlemarch Junior School).

## Opera
George Eliot a scris romanul Middlemarch, unde prezintă povestea unor străini în Anglia din ajunul Reformei din 1832. Personajele principale, Dorothea Brooke și Tertius Lydgate sunt constrânși de așteptările lor nerealizabile, dar și de societatea conservatoare. Romanul este remarcabil prin adânca analiză psihologică și portretele sofisticate.
De-a lungul carierei sale, Eliot a scris despre viața politică. De la „Adam Bede” și până la „Moara de pe Floss” și „Silas Marner”, Eliot prezintă viața „outsiderilor” politici și persecuțiile din orașele mici. Niciun autor de după Jane Austen nu a fost atât de conștient social și atât de perspicace în demascarea ipocriziei nobililor. „Felix Holt, Radicalul” și „Legenda  lui Jubal” au fost pur politice; criza politică este la originea lui „Middlemarch”. Cititorii din epoca victoriană îi lăudau cărțile pentru descrierea societății rurale, pe care Eliot o cunoscuse în copilărie, și remarcând, după cum ea îi spunea și lui Wordsworth, că prea multă atenție se acorda detaliilor mondene ale vieții de la țară. Eliot, totuși, nu se identifica cu țăranii. 
Elementele religioase din opera sa, de asemenea, se datorează educației sale; trăirile lui Maggie Tulliver din „Moara de pe Floss” prezintă multe asemănări cu dezvoltarea tinerei Mary Anne Evans. Când Silas Marner este convins că înstrăinarea sa de biserică înseamnă și înstrăinarea de societate, viața autoarei este iarăși oglindită în refuzul ei de a merge la biserică. Ea ajunge la cele mai mari asemănări autobiografice în „Looking Backwards”, parte din ultima sa operă tipărită „Impressions of Theophrastus Such”. În anii când a scris „Daniel Deronda”, vânzările lui Eliot au scăzut, iar ea a dispărut din atenția publicului. Nu i-a ajutat nici biografia, scrisă de soț după moartea ei, care o prezenta ca o femeie extraordinară, aproape sfântă. În secolul XX, ea a fost susținută de o nouă generație de critici, mai remarcabilă fiind Virginia Woolf, care a numit „Middlemarch” „unul dintre puținele romane englezești scris pentru oameni maturi” Variatele filme și adaptări televizate ale cărților sale au reintrodus-o pe Eliot publicului larg.

### Principalele opere
Romane
- Adam Bede, 1859, conține remarcabile tablouri din viața satului englez de la sfârșitul secolului al XVIII-lea.
- The Mill on the Floss, ("Moara de pe Floss"), 1860, operă cu rezonanțe tragice, în care se descrie conflictul unei tinere fete, îndepărtată pe nedrept din societate.
- Silas Marner, 1861, și aici personajul suferă nedreptatea societății, fiind acuzat de un furt pe care nu îl comisese.
- Romola, 1862–1863, reproduce tablouri din viața societății italiene din secolul al XV-lea, și anume evenimentele istorice legate de activitatea predicatorului Savonarola la Florența.
- Felix Holt, the Radical, ("Felix Holt, radicalul"), 1866,  primul dintr-o serie de romane sociale, prezentând transformările produse în societate prin revoluția industrială.
- Middlemarch, 1871–1872, cel mai realist dintre romanele sociale ale lui George Eliot, tratând în mod curajos problema familiei și a căsătoriei în societatea victoriană. Dezvoltarea pe mai multe planuri a subiectului se îmbină cu descrierea plină de viață a personajelor.
- Daniel Deronda, 1876, abordează problema conflictelor într-o societate în care domnesc prejudecățile rasiale și naționale.

Poezie
Poeme scrise de George Eliot:
- The Spanish Gypsy (un poem dramatic) 1868
- Agatha, 1869
- Armgart, 1871
- Stradivarius, 1873
- The Legend of Jubal, 1874
- Arion, 1874
- A Minor Prophet, 1874
- A College Breakfast Party, 1879
- The Death of Moses, 1879
- From a London Drawing Room,
- Count That Day Lost, ?
- I Grant You Ample Leave

Alte opere
- Traducerea "The Life of Jesus Critically Examined" Volume 2 by David Strauss, 1846
- Traducerea "The Essence of Christianity" by Ludwig Feuerbach, 1854
- Scenes of Clerical Life, ("Scene din viața unui cleric" 1857)
- The Sad Fortunes of the Rev. Amos Barton
- Mr Gilfil's Love Story
- Janet's Repentance
- The Lifted Veil, 1859
- Brother Jacob, 1864
- Impressions of Theophrastus Such, 1879